# Змієголовка (рід)
Змієголо́вка (Ophisops) — рід ящірок з родини Справжні ящірки. Містить 8 видів.

## Опис
Невеликі стрункі ящірки до 17 см. Шкіра має сірий, оливковий, зеленуватий або коричнюватий колір. Характерною властивістю є відсутність подільних повік, нижнє з яких вкрито великим прозорим віконцем, як у змій. Голова зверху і з боків з чіткими подовжніми жолобками. Лобовий щиток у своїй середній частині значно звужений. Отвір ніздрів лежить між 2-4 щитками, торкається верхньогубних і не підноситься над головою. Спинна луска черепицеподібна з різкими поздовжніми реберцями. Черевні щитки великі, гладенькі і лежать правильними поздовжніми і поперечними рядами.

## Спосіб життя
Полюбляють кам'янисті, глинясті простори та напівпустелі. Харчуються комахами та членистоногими.
Це яйцекладні ящірки. Самиця відкладає до 6 яєць.

## Розповсюдження
Мешкає від північної Африки, південно-східної Європи на заході до Пакистану й центральній Індії на сході.

## Види
- Ophisops beddomei
- Ophisops elbaensis
- Ophisops elegans
- Ophisops jerdonii
- Ophisops leschenaultii
- Ophisops microlepis
- Ophisops minor
- Ophisops occidentalis